# Heritage Range
Heritage Range är en bergskedja i Antarktis. Den ligger i Västantarktis. Chile gör anspråk på området.